# Kin
Kin är ett könsneutralt förnamn. 68 män har namnet i Sverige och 52 kvinnor. Flest bär namnet i Stockholm, där 34 män och 13 kvinnor har namnet.